# Concilie van Pisa (1409)
Het Concilie van Pisa (1409) werd bijeengeroepen met de bedoeling het Westers Schisma te beslechten. Het hervormingsconcilie zette de twee pausen af, namelijk paus Gregorius XII van Rome en (tegen)paus Benedictus XIII van Avignon. Als nieuwe paus werd Alexander V uit Kreta verkozen. De nieuwe paus koos zijn residentie te Bologna. De afgezette pausen legden zich niet neer bij de besluiten van dit concilie en hadden in Europa nog voldoende aanhang om aan te kunnen blijven. Daardoor ontstond er nu een strijd tussen drie pausen.